# Якушев, Борис Иннокентьевич
Борис Иннокентьевич Якушев (28 сентября 1946, ст. Даурия, Читинская область — 12 февраля 2001, Новосибирск) — советский и российский работник телевидения, сооснователь и первый директор новосибирской телевизионной станции «Мир», почётный радист СССР.

## Биография
Родился 28 сентября 1946 года на станции Даурия Читинской области. В 1964 году окончил среднюю школу № 21 в Новосибирске, в 1969 — факультет телевидения и радиовещания Новосибирского электротехнического института связи.
После завершения учёбы пришёл в Новосибирский областной радиотелевизионный передающий центр (ОРТПЦ) и позднее занял должность руководителя его центральной лаборатории. Занимался развитием государственной телесети Новосибирской области. Впоследствии был сотрудником Новосибирского электротехникума связи, завода «Электросигнал», государственного предприятия радиовещания и радиосвязи № 11.
В начале 1990-х годов основал независимую телевизионную компанию. Арендовав на Горской улице безхозное сооружение возле передатчика «бывшей глушилки КГБ», приступил с группой единомышленников (а в будущем и учредителей) к восстановлению помещения и адаптации его под телестанцию, которая уже в августе 1991 года начала непрерывное вещание с использованием собственной частоты.
В 1992 году занял должность технического директора телестанции «Мир» (ТСМ), был ответственным за безопасную и качественную трансляцию, следил за эксплуатацией аппаратуры и её переоснащением. С 1996 года числился директором ООО «Телевизионная станция „Мир“».
Под его контролем компания приобрела новое видеооборудование, установила технику для съёмок, монтажа и выпуска. Якушев создал систему творческого и технического управления командой телеканала, заложил его экономическую основу.
В 2000 году у него появились трудности со здоровьем. После тяжёлой операции на сердце он тем не менее вновь приступил к работе, но уже несколько месяцев спустя умер от сердечного приступа. Похоронен на Заельцовском кладбище (квартал 103).

## Награды
Орден «Знак Почета» (1973), бронзовая медаль ВДНХ и т. д.